# Hyposmocoma kikokolu
Hyposmocoma kikokolu là một loài bướm đêm thuộc họ Cosmopterigidae. Nó là loài đặc hữu của Nihoa. Loài địa phương ở Miller Canyon.
Sải cánh dài 8–10.2 mm.